# Idalima hemiphragma
Idalima hemiphragma là một loài bướm đêm trong họ Noctuidae.